# 13760 Rodriguez
13760 Rodriguez eller 1998 SN123 är en asteroid i huvudbältet som upptäcktes den 26 september 1998 av LINEAR i Socorro County, New Mexico. Den är uppkallad efter Maria Rodriguez.
Asteroiden har en diameter på ungefär 4 kilometer och den tillhör asteroidgruppen Astraea.